# Lagerstroemia borneensis
Lagerstroemia borneensis är en fackelblomsväxtart som beskrevs av Caetano Xavier Furtado och Montien. Lagerstroemia borneensis ingår i släktet Lagerstroemia och familjen fackelblomsväxter. Inga underarter finns listade i Catalogue of Life.